# Tống Kỳ
| Nhị thập tứ sử | Nhị thập tứ sử | Nhị thập tứ sử              | Nhị thập tứ sử |
| -------------- | -------------- | --------------------------- | -------------- |
| STT            | Tên sách       | Tác giả                     | Số quyển       |
| 1              | Sử ký          | Tư Mã Thiên                 | 130            |
| 2              | Hán thư        | Ban Cố                      | 100            |
| 3              | Hậu Hán thư    | Phạm Diệp                   | 120            |
| 4              | Tam quốc chí   | Trần Thọ                    | 65             |
| 5              | Tấn thư        | Phòng Huyền Linh (chủ biên) | 130            |
| 6              | Tống thư       | Thẩm Ước                    | 100            |
| 7              | Nam Tề thư     | Tiêu Tử Hiển                | 59             |
| 8              | Lương thư      | Diêu Tư Liêm                | 56             |
| 9              | Trần thư       | Diêu Tư Liêm                | 36             |
| 10             | Ngụy thư       | Ngụy Thâu                   | 114            |
| 11             | Bắc Tề thư     | Lý Bách Dược                | 50             |
| 12             | Chu thư        | Lệnh Hồ Đức Phân (chủ biên) | 50             |
| 13             | Tùy thư        | Ngụy Trưng (chủ biên)       | 85             |
| 14             | Nam sử         | Lý Diên Thọ                 | 80             |
| 15             | Bắc sử         | Lý Diên Thọ                 | 100            |
| 16             | Cựu Đường thư  | Lưu Hú (chủ biên)           | 200            |
| 17             | Tân Đường thư  | Âu Dương Tu, Tống Kỳ        | 225            |
| 18             | Cựu Ngũ Đại sử | Tiết Cư Chính (chủ biên)    | 150            |
| 19             | Tân Ngũ Đại sử | Âu Dương Tu (chủ biên)      | 74             |
| 20             | Tống sử        | Thoát Thoát (chủ biên)      | 496            |
| 21             | Liêu sử        | Thoát Thoát (chủ biên)      | 116            |
| 22             | Kim sử         | Thoát Thoát (chủ biên)      | 135            |
| 23             | Nguyên sử      | Tống Liêm (chủ biên)        | 210            |
| 24             | Minh sử        | Trương Đình Ngọc (chủ biên) | 332            |
| -              | Tân Nguyên sử  | Kha Thiệu Mân (chủ biên)    | 257            |
| -              | Thanh sử cảo   | Triệu Nhĩ Tốn (chủ biên)    | 529            |

Tống Kỳ (chữ Hán: 宋祁; bính âm: Song Qi) (998 – 1061), tự Tử Kính, người An Lục (nay thuộc địa cấp thị Hiếu Cảm, tỉnh Hồ Bắc), sau dời qua ở Ung Khâu Khai Phong (nay thuộc huyện Kỷ, địa cấp thị Khai Phong, tỉnh Hà Nam) là nhà văn, nhà sử học thời Bắc Tống Trung Quốc, em của Tống Tường (nguyên tên là Tống Giao). Trước tác để lại gồm "Tống Cảnh Văn công tập".
Năm Thiên Thánh thứ 2 (1024) thời Tống Nhân Tông, ông cùng anh trai đi thi. Bộ Lễ tấu lên là ông đỗ đầu (trạng nguyên) còn Tống Tường đỗ hạng ba (Thám hoa), nhưng do Chương Hiến thái hậu cho rằng em đứng trên anh là không phải đạo nên đã cho Tống Tường đỗ đầu và ông chỉ đậu tiến sĩ, đứng hạng 10, được bổ nhiệm chức Thôi quan ở Phục Châu rồi sau đó là Quốc tử giám trực giảng, Thái thường Bác sĩ, sau được tuyển làm Long Đồ các học sĩ, Sử quan tu soạn. Hai anh em Tống Kỳ và Tống Tường nổi tiếng về thơ văn, được mọi người gọi là Nhị Tống (Tống Kỳ là Tiểu Tống, Tống Tường là Đại Tống). Văn ông tuy đơn giản nhưng sâu sắc, chứa đựng lời lẽ trang nhã, uyên bác như câu thơ "hồng hạnh chi đầu xuân ý nháo" đủ nói lên danh phẩm và tài hoa của ông. Bộ sưu tập về thơ văn được biên soạn thành cuốn "Tống Cảnh Văn công tập". Ngoài ra ông với Âu Dương Tu cùng tham gia vào việc biên soạn bộ chính sử "Tân Đường thư".